# Melissa Disney
Melissa Disney, né Melissa L. Smith le 20 novembre 1970, est une actrice et chanteuse américaine.

## Filmographie

### Cinéma
- 1995 : Si tu tends l'oreille
- 1998 : Reasons of the Heart : Crystal
- 1998 : Rusty: A Dogf : Boo le chat
- 1999 : Mes voisins les Yamada
- 2000 : The Life and Adventures of Santa Claus : Gardenia
- 2000 : Bliss
- 2001 : La Trompette magique : Billie
- 2011 : Le Pacha : Trixie
- 2012 : Foodfight! : voix additionnelles
- 2012 : Superman vs. The Elite : Menagerie
- 2013 : In a World… : Melinda Chisney
- 2013 : Superman contre Brainiac
- 2015 : Phantom Boy : Mary

### Télévision
- 1996-1998 : The Fantastic Voyages of Sinbad the Sailor (6 épisodes)
- 1997 : Extrême Ghostbusters : Syren (2 épisodes)
- 1998 : Monsieur Belette : Mike et le juge (1 épisode)
- 1999 : Batman Beyond: The Movie : Blade
- 1999 : Superman, l'Ange de Metropolis : une collégienne (1 épisode)
- 1999 : Detention : Brittney (1 épisode)
- 1999-2000 : Batman, la relève : Blade et Curaré (6 épisodes)
- 2000 : Godzilla, la série (1 épisode)
- 2000 : Static Choc : une infirmière (2 épisodes)
- 2000 : The Christmas Lamb : Jacob, Talia et le petit garçon
- 2000-2009 : Ginger : Ginger Foutley (53 épisodes)
- 2002 : Le Laboratoire de Dexter : une cheerleader (1 épisode)
- 2003 : Hermie & Friends : Lucy Ladybug
- 2003-2007 : Piggly et ses amis : Meggie (47 épisodes)
- 2008 : ICarly va au Japon
- 2009 : iCarly : Debbie (1 épisode)
- 2014-2015 : The Comeback Kids : Debbie (5 épisodes)
- 2016 : Justice League Action : Maman et Brat (1 épisode)

### Jeu vidéo
- 1998 : Baldur's Gate : Imoen et Ithmeera
- 1999 : Spyro 2: Gateway to Glimmer : Elora le Faune, Greta et Reine Finny
- 1999 : Interstate '82 : la championne de Skye
- 2000 : Animorphs: Know the Secret : Rachel Berenson
- 2000 : Les 102 Dalmatiens à la rescousse !
- 2000 : Sacrifice
- 2000 : Baldur's Gate II: Shadows of Amn : Imoen et Surayah
- 2001 : Fallout Tactics : Evita Eastwood
- 2001 : Baldur's Gate II: Throne of Bhaal : Imoen et Surayah
- 2003 : Tony Hawk's Underground : une joueuse
- 2004 : Tony Hawk's Underground 2 : une joueuse
- 2004 : Shark Tale : Angie, Shorty et un autre poisson
- 2004 : Ratchet and Clank 3 : Courtney Gears et Janice
- 2004 : EverQuest II : Tara, Zwena et Armsdealer Nightbow
- 2005 : Jade Empire : Dr An, Cai et Kitan
- 2005 : Kingdom Hearts 2 : Vivi Orunitia
- 2007 : Peter Pan
- 2007 : Disney Princess: Magical Jewels : Pixie
- 2007 : Disney Princess: Enchanted Journey : Zara
- 2007 : Bee Movie Game : Vanessa Bloome
- 2012 : Prototype 2 : Sabrina Galloway
- 2012 : Epic Mickey 2 : Le Retour des héros
- 2013 : Deadpool : Rogue, Psylocke et Spirit